# Самарка (Курська область)
Самарка (рос. Самарка) — село в Глушковському районі Курської області Російської Федерації.
Населення становить 61 особу. Входить до складу муніципального утворення Марківська сільрада.

## Історія
У 1720 році село Самарка (вона ж — сільце Архангельське) набуло статусу села у зв'язку з будівництвом Успенської церкви
Населений пункт розташований на території українського етнічного та культурного краю Східна Слобожанщина.
Від 2004 року входить до складу муніципального утворення Марківська сільрада.

## Населення
| 2002 | 2010 |
| ---- | ---- |
| 110  | ↘61  |